# سید رحیمه
سید رحیمه، روستایی در دهستان شاوور بخش شاوور شهرستان کرخه در استان خوزستان ایران است. این روستا، مرکز دهستان شاوور است.

## جمعیت
بر پایه سرشماری عمومی نفوس و مسکن در سال ۱۳۹۵، جمعیت این روستا برابر با ۱٬۱۳۸ نفر (۳۱۸ خانوار) بوده‌است.